# David René de Rothschild

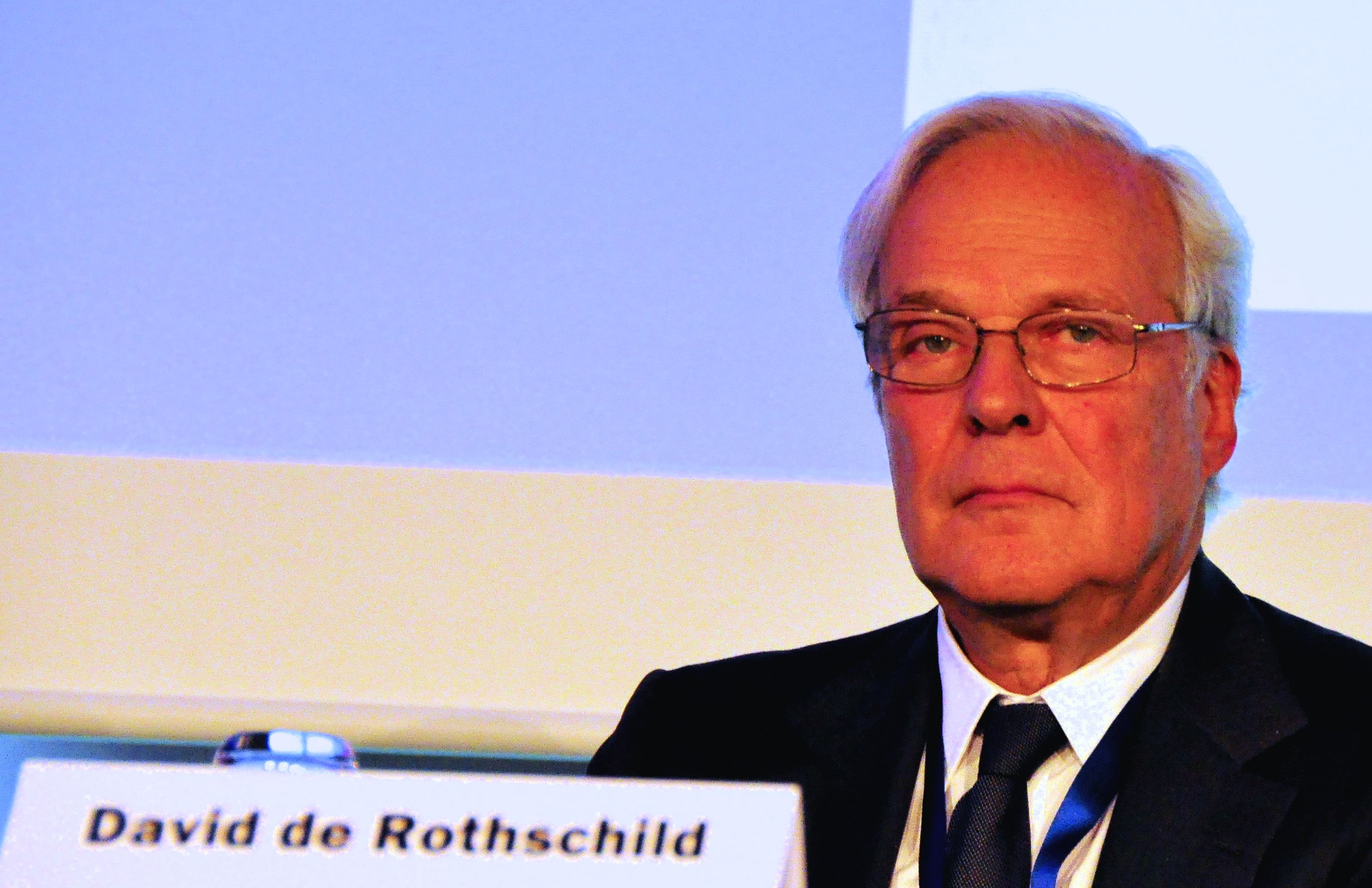
David de Rothschild (2014)

David de Rothschild (vollständig David René James de Rothschild, * 15. Dezember 1942 in New York City) ist ein französischer Bankier und Mitglied der Familie Rothschild. Er ist Vorsitzender der Rothschilds Continuation Holdings und der Bank Rothschild & Co, London und seit März 2013 Vorsitzender des Governing Board des Jüdischen Weltkongresses.

## Leben
David de Rothschild ist der Sohn von Guy de Rothschild und dessen erster Frau Alix Hermine Jeannette Schey de Koromla. Er wurde in den USA geboren, nachdem seine Eltern vor den Nazis geflüchtet waren. Nach der Befreiung Frankreichs ging die Familie in ihre Heimat zurück. David de Rothschild ist Nachkomme von James de Rothschild, dem Begründer des französischen Zweigs, der seit 1812 im Geschäft der Bank aktiv war, dem Jahr, in dem sein Vater Mayer Amschel Rothschild, Gründer der Bank in Frankfurt am Main, starb.
Rothschild studierte am Institut d’études politiques de Paris. Er arbeitete nach dem Studium ab 1966 für die familieneigene Société miniére et métallurgique de Peñarroya und wechselte dann zur Rothschild Bank. 1977–1995 war er Bürgermeister der Gemeinde Pont-l’Évêque in der Normandie.
Nachdem die Bank 1981 von der französischen Regierung François Mitterrand verstaatlicht wurde, blieb Rothschild noch einige Jahre, bevor er 1986 die Investmentbank Rothschild & Cie in Frankreich gründete. Als David de Rothschild 2003 die englische Bank N M Rothschild & Sons übernahm 2003 und deren Vorsitz annahm, vereinigten er dabei die britische und der französische Zweige der Bank unter seinem Vorsitz.
2007 verkaufte der englische Zweig der Familie Rothschild endgültig alle Anteile der Firmengruppe Rothschild an den französischen Zweig. Seit 2008 ist Rothschild Vorstandsvorsitzender der N M Rothschild & Sons, Vorstandsvorsitzender der Rothschild Continuation Holdings, Stellvertretender Vorstandsvorsitzender der Rothschild Bank AG, Stellvertretender Aufsichtsratsvorsitzender von Rothschild & Co (vormals Paris Orleans), Mitinhaber der Bank Rothschild & Cie, Mitglied des Aufsichtsrates der Compagnie Financiere Saint-Honoré, der Compagnie Financiere Martin Maurel, der De Beers Group und der Groupe Casino.
Ihm wurde die Auszeichnung „European Banker of the Year 2011“ in Frankfurt verliehen. Ebenfalls 2011 wurde er in die American Academy of Arts and Sciences gewählt.
David de Rothschild besitzt Anteile an dem Weingut Château Lafite-Rothschild.
Seit 2007 ist David de Rothschild Präsident der Fondation pour la Mémoire de la Shoah.

### Persönliches
Seit 1974 ist David de Rothschild mit Olimpia Anna Aldobrandini (* 1955) verheiratet. Das Paar hat zwei eigene Töchter, einen Sohn und eine Adoptivtochter. Die Familie lebt auf Château de Reux in Reux in der Normandie.